# 強尼·維加斯
強尼·維加斯（Johnny Vegas，1970年9月5日—）是英國的一位演員和喜劇演員。他以憤怒的咆哮、超現實的幽默、臃腫的身材和高而沙啞的嗓音著稱。維加斯的主要作品包括BBC喜劇Ideal和ITV喜劇Benidorm。

## 外部連結
- 強尼·維加斯在互联网电影资料库（IMDb）上的資料（英文）
- Sitting pretty （页面存档备份，存于） by Miranda Sawyer（英语：Miranda Sawyer） – The Guardian, 15 May 2005.
- St Helens Rugby （页面存档备份，存于）